# 住之江區
住之江區（日语：／ Suminoe ku */?）是日本大阪市24區的其中之一，位於大阪市的西南部，為大阪市24區中面積最大的。

## 歷史
現在的轄區範圍在過去大多位於大阪灣的海域，過去最早的海岸線曾位於現在的阪堺線附近，隨著大和川等河川帶來的泥沙淤積，逐漸形成沙洲、陸地，加上江戶時代為了取得新的農田土地而大量進行填海造陸，逐漸形成現在的海岸線。
現在的住之江區範圍在1925年被併入大阪市時被劃入住吉區，1943年原住吉區被分割為阿倍野區、住吉區、東住吉區三個區，此時本地被劃入新設立的住吉區，直到1974年住吉區將西部區域分出設立為住之江區。

## 交通

### 鐵路
大阪市高速電氣軌道
- 四橋線：玉出站 - 北加賀屋站 - 住之江公園站
- 中央線：宇宙廣場站
- 南港港城線：宇宙廣場站 - 貿易中心前站 - 中埠頭站 - 港城西站 - 港城東站 - 渡船大樓站 - 南港東站 - 南港口站 - 平林站 - 住之江公園站（全線都位於區內）

南海電氣鐵道
- 南海本線：住之江站（粉濱站－住吉大社站間沿與住吉區的邊界行走。兩站都位於住吉區）

阪堺電氣軌道
- 阪堺線：沿細井川（細江川）以南與住吉區的邊界行走。細井川停留場、安立町停留場、我孫子道停留場登記上全部位於住吉區內。

### 道路
高速道路
- 阪神高速道路4號灣岸線（日语：阪神高速4号湾岸線）：南港北出入口 - 南港中出入口 - 南港南出入口
- 阪神高速5號灣岸線：南港北出入口
- 阪神高速15號堺線：住之江出入口

### 港口
- 大阪南港

### 渡船
- 木津川渡船：往返於大正區船町二丁目及住之江區平林北一丁目之間。

## 觀光資源

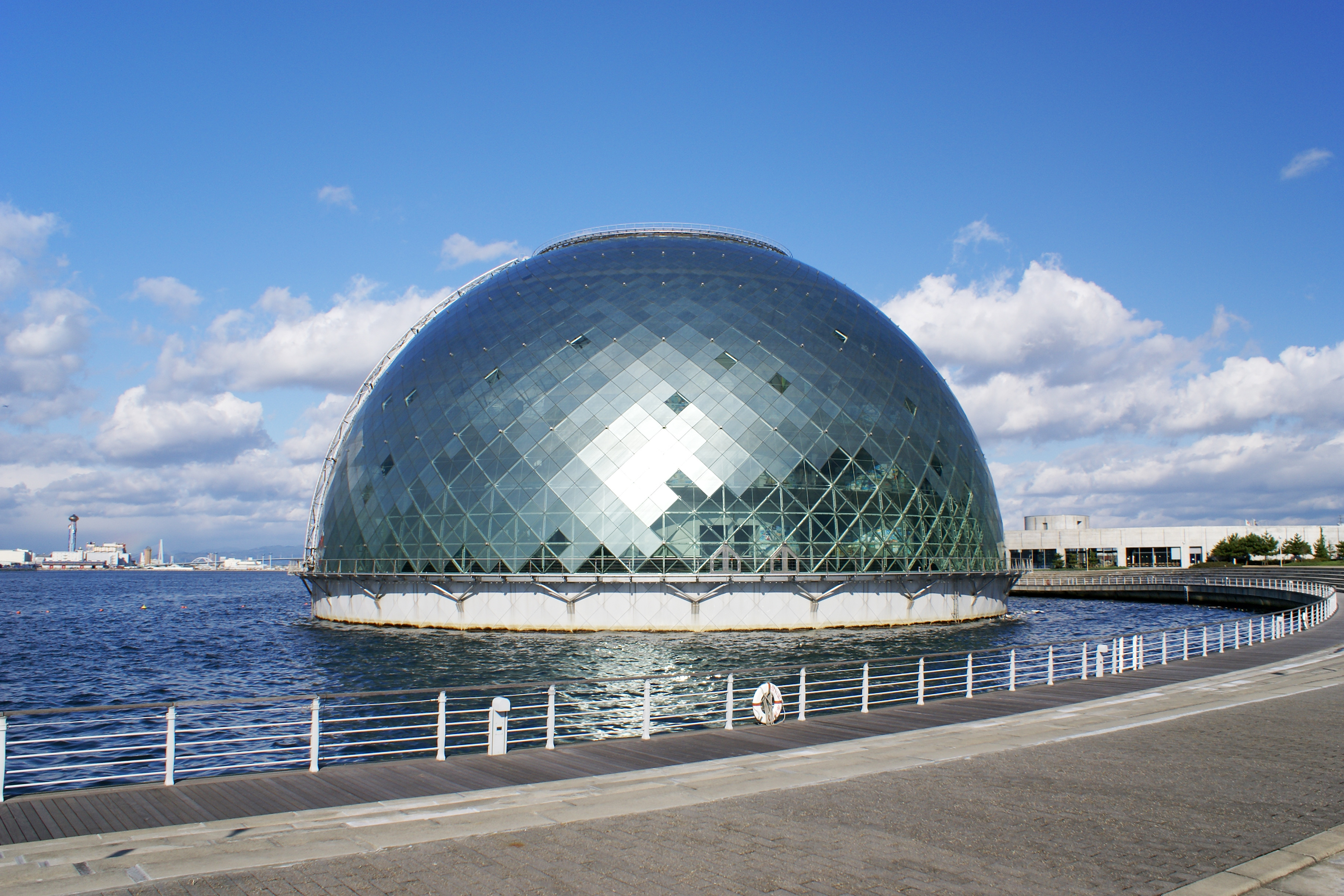
難波之海時空館

- 住吉公園（日语：住吉公園）
- 大阪護國神社（日语：大阪護國神社）
- 住之江公園（日语：住之江公園）
- 大阪南港野鳥園（日语：大阪南港野鳥園）
- 大阪府咲洲廳舍
- 住之江賽艇場（日语：住之江競艇場）

## 外部連結
- （日語） 住之江區公所的Facebook專頁
- （日語） 大阪市住之江區公所的X（前Twitter）